# 草緑政治連帯
草緑政治連帯（そうりょくせいじれんたい）は、韓国における環境保護運動の政治団体。

## 沿革
2004年6月10日、韓国におけるみどりの政治の必要性と実現を目指していた市民や環境運動団体、第3回全国同時地方選挙で当選した地方議員によって2003年4月29日に結成された「緑色政治準備の集い」を前身として結成された。
追求する八大価値として、生命・平和・草の根・地域・分かち合い・未来・男女平等・多様性を掲げた。当初目標では2005年までに緑の党を結成し、2006年の第4回全国同時地方選挙への参加を通じたみどりの政治実現と地域基盤作りを目指していた。しかし、会員数の不足などから計画は頓挫、様々な草の根運動やみどりの政治候補者が参加する広範なネットワーク形態で選挙に参加する方針に転換した。地方選挙では「5・31草の根草緑政治ネットワーク共同行動」を組織して計21名の候補者を擁立したが、2名の当選に留まった。
地方選挙後に行われた総会で緑の党結成を定款に明記、草緑党の早期結成を目指すことを決定した。そして2007年2月の総会で草緑党の結成と2008年総選挙への参加、得票率2％を得て制度政党に参加する方針が了承された。これに基づいて同年10月20日に草緑党結成準備会が発足した。しかし、準備会結成時期が大統領選挙と重なったため、有権者の注目と政党結成に必要な党員を集めることができず失敗した。2008年7月12日の総会で草緑政治連帯の解散が決定された。なお草緑党の結成を模索する人々は「草緑党の人々」を結成した。